# Leptospermeae
Leptospermeae és una tribu que pertany a la família de les mirtàcies. Té els següents gèneres:

## Gèneres
| - Agonis DC.) Sweet - Angasomyrtus Trudgen i Keighery - Asteromyrtus Schauer - Homalospermum Schauer - Kunzea Rchb. - Leptospermum J.R.Forst. i G.Forst. - Neofabricia Joy Thomps. - Pericalymma (Endl.) Endl. |